# 태광에로이카
태광에로이카(Taekwang Eroica, 태광산업 전자사업부)는 대한민국의 옛 오디오 및 전화기 전문 제조 부문 기업이다. 태광산업이 1982년에 태광전자(구 천일사)를 인수하여 출범한 기업이었다.
1957년에 별표전축으로 유명한 천일사로 창립하면서 1978년에 태광그룹이 인수하여 태광전자(주)로 상호를 변경하였으며, 1982년에는 에로이카(Eroica) 브랜드가 도입되었다. 1983년에는 태광산업에 흡수합병하고 안양공장을 완공하였다.
1988년에는 유럽형 오디오 브랜드인 쾨헬(Kőhel)을 거쳐, 1995년에는 오디오·전화기 브랜드인 태광(Taekwang)으로 브랜드를 사용하기 시작하였다. 2001년에는 고급형 오디오·전화기 브랜드인 뮤테크(muTECH)를 출시하였고, 2003년에는 사후관리 위탁 업체인 에이에스텍(주)을 설립하였다. 그러나 2005년에는 국내 오디오 시장의 위축과 같은 사업성 악화로 인해 전자사업을 중단하고 사후관리체계로 전환하였으며, 이후에 안양공장을 매각하였다. 이로서 태광산업의 전자사업은 역사 속으로 사라졌다.